# Steinreihe von Holne Moor

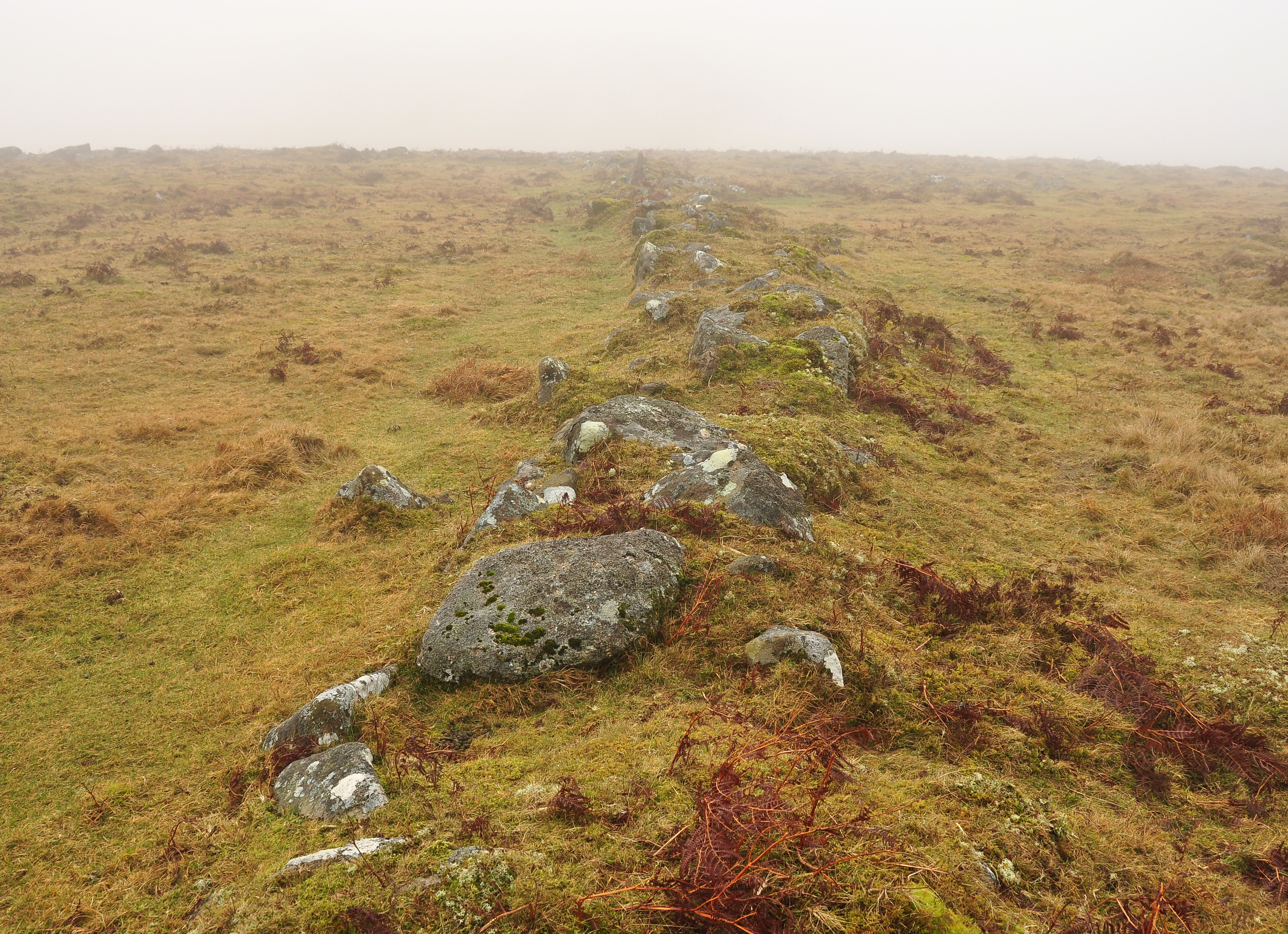
Steinreihe von Holne Moor

Die Steinreihe von Holne Moor in Dartmeet bei Buckfastleigh im Dartmoor in Devon in England ist eine etwa 147 m lange, multiple oder Triple-Steinreihe. Die meisten Steine ragen kaum aus dem Torf. Am westlichen Ende liegt ein etwa 3,4 m langer, umgefallener Menhir (engl. Standing Stone)
Ein Phosphat-Test an der Holne-Moor-Reihe zeigte die Möglichkeit einer Bestattung an.

## Datierung
Die 2004 entdeckte Steinreihe am Cut Hill im nördlichen Dartmoor in Devon in England ist die erste, die datiert werden konnte. Der Torf unter Stein 1 wurde mit der Radiokarbonmethode auf kalibriert 3700–3540 v. Chr. datiert, der Torf darüber auf kalibriert 2476–2245 v. Chr.

## Holne ridge
Westlich der Reihe liegen die Holne Ridge Cairns. Acht Cairns verschiedener Typen und Größen liegen auf den Hängen in der Nähe von Horns Cross über dem O Brook Tal südlich von Dartmeet. Es sollen früher mindestens elf gewesen sein.